# Mirosława Marcheluk
Mirosława Marcheluk (ur. 11 marca 1939 w Białymstoku, zm. 7 stycznia 2025) – polska aktorka teatralna i filmowa związana ze scenami łódzkimi oraz pedagog.

## Życiorys
W 1960 roku ukończyła Państwową Wyższą Szkołę Filmową, Telewizyjną i Teatralną im. Leona Schillera w Łodzi. Była aktorką Teatru Ziemi Opolskiej w Opolu (1960–1962) oraz teatrów łódzkich: Teatru 7.15 (1962–1964), Teatru im. Stefana Jaracza (1964–1974) i Teatru Nowego (1974–1993 oraz 2003–2010). Wystąpiła w ponad stu rolach teatralnych oraz dwudziestu rolach Teatru Telewizji w spektaklach w reżyserii takich twórców jak Kazimierz Dejmek, Jerzy Grzegorzewski, Bohdan Korzeniewski, Filip Bajon, Maria Kaniewska, Barbara Fijewska, Halina Machulska i Eugeniusz Korin. Dyrektor Teatru Nowego w Łodzi w latach 1990–1993 oraz 2008–2010. Wykładowca Wydziału Aktorskiego PWSFTviT w Łodzi, Akademii Humanistyczno-Ekonomicznej w Łodzi, Wyższego Seminarium Duchownego w Łodzi (vide strona www Seminarium) oraz WSKSiM w Toruniu.
Była wielokrotnie nagradzana za swoje role teatralne w łódzkim Teatrze Nowym m.in. na XII Kaliskich Spotkań Teatralnych (1982) za rolę Izabeli w Miarce za miarkę Szekspira oraz na XXIX KST za rolę Kobiety bez imienia w przedstawieniu Bonjur Marcel D. Jerzego Sitarza. Otrzymała także, II nagrodę na Przeglądzie Indywidualnej Twórczości Aktorskiej w Łodzi (1993) za spektakl Dariusz Cornelli van der Floris z listami Hieronima Gratusa Moskorzowskiego znaleziony oraz nagrodę z okazji Międzynarodowego Dnia Teatru (2004) za role: Gertrudy w Hamlecie Szekspira w reżyserii Kazimierza Dejmka i rolę Siostry Przełożonej w Chłopcach Grochowiaka.
Została laureatką nagrody za pierwszoplanową rolę kobiecą na 8. Festiwalu Polskich Filmów Fabularnych w Gdańsku w 1981 roku za rolę Anieli Szmańdówny, siostry Michała (Janusz Gajos), w filmie Wahadełko, w reżyserii Filipa Bajona. Od 2019 była członkinią Rady Artystyczno-Programowej Teatru Nowego w Łodzi.
18 stycznia 2025 została pochowana w grobie rodzinnym na Cmentarzu Farnym w Białymstoku. 

## Życie prywatne
Była żoną francuskiego scenografa Henri Poulaina (1921–1978). Następnie związała się z aktorem Ryszardem Mrozem.

## Filmografia
| Role filmowe i telewizyjne |                                |                     |                                            |
| Rok                        | Tytuł                          | Reżyser             | Rola                                       |
| 1960                       | Zezowate szczęście             | Andrzej Munk        |                                            |
| 1976                       | Zdjęcia próbne                 | Agnieszka Holland   | lekarka Krystyna, żona Stefana             |
| 1977                       | Wodzirej                       | Feliks Falk         | Danka, żona Lutka Danielaka                |
| 1981                       | Wahadełko                      | Filip Bajon         | Aniela Szmańdówna                          |
| 1982                       | Klakier                        | Janusz Kondratiuk   | sąsiadka Poli i Jerzyka w hotelu           |
| 1982                       | Popielec                       | Ryszard Ber         | Kurganka                                   |
| 1983                       | Niedzielne igraszki            | Robert Gliński      | „Głupia Blacha”                            |
| 1984                       | Umarłem, aby żyć               | Stanisław Jędryka   | Maria Bruzdowa                             |
| 1984                       | Seksmisja                      | Juliusz Machulski   | Doradca Jej Ekscelencji                    |
| 1984                       | Engagement                     | Filip Bajon         | kobieta w wizjach Ewki                     |
| 1986                       | Biała wizytówka                | Filip Bajon         | Missy                                      |
| 1986                       | Bohater roku                   | Feliks Falk         | Danka, żona Lutka Danielaka                |
| 1986                       | Na kłopoty… Bednarski          | Paweł Pitera        | Helga Gerhard, żona jubilera               |
| 1987                       | Komediantka                    | Jerzy Sztwiertnia   | krawcowa Sowińska                          |
| 1987                       | Prywatne śledztwo              | Wojciech Wójcik     | alkoholiczka, sąsiadka Rafała Skoneckiego  |
| 1987                       | Magnat                         | Filip Bajon         | Missy                                      |
| 1989                       | Janka                          | Janusz Łęski        | zakonnica (odc. 6)                         |
| 1989                       | Żelazną ręką                   | Ryszard Ber         | Anna Jagiellonka                           |
| 1989                       | Kanclerz                       | Ryszard Ber         | Anna Jagiellonka                           |
| 1989                       | Bal na dworcu w Koluszkach     | Filip Bajon         |                                            |
| 1990                       | W piątą stronę świata          | Julian Dziedzina    | Joanna Olska                               |
| 1990                       | Pantarej                       | Krzysztof Sowiński  | matka Pantareja                            |
| 1990                       | Ucieczka z kina „Wolność”      | Wojciech Marczewski | dziennikarka na spotkaniu z cenzorem       |
| 1990                       | Dziewczyna z Mazur             | Julian Dziedzina    | Barbara Darska                             |
| 1990                       | Pogrzeb kartofla               | Jan Jakub Kolski    | Andrzejewska                               |
| 1991                       | Maria Curie                    | Michel Boisrond     | Henriette Perrin                           |
| 1991                       | Skarga                         | Jerzy Wójcik        | urzędniczka, koleżanka Stefanii Stawickiej |
| 1992                       | Kawalerskie życie na obczyźnie | Andrzej Barański    | matka Reginy                               |
| 1995                       | Pokuszenie                     | Barbara Sass        | przeorysza                                 |
| 2000                       | Bajland                        | Henryk Dederko      | właścicielka mieszkania Horoszków          |
| 2000                       | Stara kobieta wysiaduje        | Filip Bajon         | Stara kobieta                              |
| 2001                       | Cisza                          | Michał Rosa         | okulistka                                  |
| 2002                       | Przedwiośnie                   | Filip Bajon         | Turzycka                                   |
| 2008                       | Rysa                           | Michał Rosa         | Nastka, przyjaciółka Żółwieńskich          |
| 2016                       | Smoleńsk                       | Antoni Krauze       | matka dowódcy Tu-154                       |

## Odznaczenia i nagrody
- 1981: Nagroda za pierwszoplanową rolę kobiecą na Festiwalu Polskich Filmów Fabularnych:
- 1982: Kalisz – XII KST – nagroda za rolę Izabeli w „Miarce za miarkę” Szekspira z Teatru Nowego w Łodzi
- 1987: Odznaka „Zasłużony Działacz Kultury”
- 1989: Kalisz – XXIX KST – wyróżnienie za rolę Kobiety bez imienia w przedstawieniu „Bonjur Marcel D.” Jerzego Sitarza w Teatrze Nowym w Łodzi
- 1993: Łódź – I Konkursowy Przegląd Indywidualnej Twórczości Aktorskiej – II nagroda za spektakl „Dariusz Cornelli van der Floris z listami Hieronima Gratusa Moskorzowskiego znaleziony”
- 2004: Łódź – nagroda prezydenta Łodzi z okazji Międzynarodowego Dnia Teatru za role: Gertrudy w „Hamlecie” Shakespeare’a i Siostry Przełożonej w „Chłopcach” Grochowiaka w Teatrze Nowym w Łodzi.
- 2008: Odznaka „Za Zasługi dla Miasta Łodzi”
- 2009: dwukrotnie odznaczona Złotym Krzyżem Zasługi za wybitne zasługi w działalności na rzecz przemian demokratycznych w Polsce, za osiągnięcia w podejmowanej z pożytkiem dla kraju pracy zawodowej i społecznej[11]
- 2014: Złoty Krzyż Zasługi Archidiecezji Łódzkiej[12]
- 2018: Medal 100-lecia Odzyskania Niepodległości nadany przez Premiera RP Mateusza Morawieckiego za wybitne zasługi w dziedzinie kultury i sztuki[13]
- 2019: Srebrny Medal „Zasłużony Kulturze Gloria Artis” z okazji 70-lecia Teatru Nowego w Łodzi[14]